# Суфтин, Георгий Иванович
Георгий Иванович Суфтин (22 января 1906 — 23 декабря 1965) — русский советский писатель, поэт и журналист.

## Биография
Родился 22 января 1906 года в семье крестьянина, в деревне Антюшевская Палемской волости Велико-Устюжского уезда Вологодской губернии, ныне Лузский район Кировской области. В 1917 г. окончил Каравайковскую церковно-приходскую школу, затем, в 1920 г., школу 2-й ступени в Лальске. В 1924 году вступил в комсомол, организовал сельскую комсомольскую ячейку. Окончил курсы киномехаников, с кинопередвижкой ездил по деревням, был селькором великоустюгской молодёжной газеты «Ленинская смена». В 1925 г. становится секретарём этой газеты. Через год его переводят в губернскую партийную газету «Советская мысль», где он проходит путь от репортёра до ответственного секретаря. Затем в течение года работал в редакции выездной газеты «Верхнетоемский лесоруб». В 1932 по 1935 годы был заместителем редактора газеты «Няръяна вындер».
В 1935 году Георгий Иванович переехал в Архангельск, сначала работал секретарем журнала «Звезда Севера», затем перешёл в областную газету «Правда Севера» на должность литературного и ответственного секретаря. 
В 1940 году издал сборник стихов, значительная часть которых была посвящена жизни тундры. 
Во время Великой Отечественной войны был военным корреспондентом.
Во втором сборнике стихов, вышедшем в 1947 году, тема севера занимала ведущее место. В 1946 году Г. Суфтин стал членом Союза Союза писателей СССР. Начинает писать прозу. 
С 1951 по 1956 годы — редактор газеты «Правда Севера». 
С 1956 по 1965 годы был секретарём Архангельского областного отделения Союза писателей, в течение ряда лет он редактировал альманах «Литературный Север».
Умер 23 декабря 1965 году в Архангельске. Похоронен на Вологодском кладбище.
Его именем названа улица Архангельска

## Сочинения
- Стихи. — Архангельск, 1940.
- Стихи. — Архангельск, 1947.
- Заполярные встречи : рассказы и очерки.- Архангельск, 1951. — Из содерж.: Встреча в чуме.
- Сын Хосея : повесть. — Архангельск, 1957.
- Макорин жених : повесть. — Архангельск, 1960.
- Семейный секрет : повесть. — Архангельск, 1962.
- След голубого песца : повесть. — Архангельск, 1963.
- Кумушка и планета : басни, пародии.- Архангельск, 1967. — Подпись: Егор Беломор.